# 王曇首
王 曇首（おう どんしゅ、太元19年（394年）- 元嘉7年7月23日（430年8月27日））は、東晋から南朝宋にかけての官僚・書家。本貫は琅邪郡臨沂県。

## 経歴
王珣（王洽の子）の末子として生まれた。はじめ著作郎に任じられたが、就任しなかった。兄弟と財産を分けたが、曇首は図書のみを取った。琅邪王大司馬属として召され、洛陽の園陵の修復にあたった。従弟の王球とともに劉裕のもとを訪れ、その受け答えが気に入られた。
義熙13年（417年）、彭城公劉義隆が冠軍将軍・徐州刺史となり、彭城に駐屯すると、曇首はその下で冠軍府功曹となった。劉義隆が荊州刺史として江陵に駐屯すると、曇首は功曹から長史となった。永初元年（420年）、宜都王劉義隆が鎮西将軍となると、曇首は鎮西長史に転じた。景平年間、曇首は到彦之や従兄の王華らとともに劉義隆を次期皇帝に立てるべく運動した。元嘉元年（424年）、劉義隆（文帝）が即位すると、曇首は侍中となった。まもなく右衛将軍の号を受け、驍騎将軍を兼ねた。元嘉3年（426年）、徐羨之を処断し、謝晦の乱を平定するのに、曇首の功労は多大であった。元嘉4年（427年）、太子詹事に転じた。
ときに兄の王弘が録尚書事・揚州刺史の地位にあり、曇首とともに文帝に信任されていた。彭城王劉義康は王弘と同列の地位にあることを喜ばず、揚州刺史の地位を欲した。王弘は病を理由に辞職を願い出たが、許されなかった。そこで曇首は兵力の半分を劉義康に配分することを王弘に勧め、それが実行されると劉義康は喜んだ。
元嘉7年7月丁未（430年8月27日）、死去した。享年は37。左光禄大夫・散騎常侍の位を追贈された。元嘉9年（432年）、豫寧県侯に追封された。諡は文侯といった。

## 子女
- 王僧綽
- 王僧虔

## 伝記資料
- 『宋書』巻63 列伝第23
- 『南史』巻22 列伝第12